# Pietro Participazio
Pietro Participazio (avagy másképpen: Pietro Badoer Participazio), (Velence, 9. század – Velence, 942) léphetett a velencei dózsék trónjára a történelem során huszadikként. Rövid regnálása alatt többet tett az örökletes uralom megszilárdításáért, mint a városállam érdekeiért.

## Élete
II. Orso Participazio gyermekeként Pietro lett a hetedik Participazio, aki elfoglalta a dózsék trónját. A lagúnák lakói egyre nehezebben viselték az örökletes uralomra vágyó Participazio család törekvéseit. Pietro esetében azért voltak elnézőbbek, mert a kereskedők éppen eléggé el voltak foglalva a II. Pietro Candiano által szerzett új területek behálózásával, így csak kevéssé törődtek azzal, hogy mi történik a dózse udvarában.
A Velencei Köztársaság ebben az időben kezdte egyre gyakrabban használni a Serenissima Repubblica nevet, amely növekvő hatalmát jelezte. (A serenissima olaszul értelmezhető a sereno, vagyis boldog jelző felsőfokaként, de ebben az esetben a főméltóságú jelző egy még magasabb szintjét fejezi ki.) Ennek a köztársaságnak az alapjait akarta Pietro minden erejével lerombolni. Kísérleteit az élelmes velenceiek meggátolták ugyan, azonban Pietrónak sikerült elvetnie még az évszázadokig meghatározó királyság-eszmét, amelyet a később trónra kerülő családtagjai is magukénak tekintettek.
Az örökletes abszolút hatalmat nem sikerült megvalósítania, és 942-ben lemondatták trónjáról.